# لوسیل ویلر
لوسیل ویلر (انگلیسی: Lucile Wheeler; ۱۴ ژانویهٔ ۱۹۳۵ – ) اسکی‌باز آلپاین اهل کانادا بود.